# Dynamine ate
Dynamine ate är en fjärilsart som beskrevs av Frederick DuCane Godman och Osbert Salvin 1883. Dynamine ate ingår i släktet Dynamine och familjen praktfjärilar. Inga underarter finns listade i Catalogue of Life.